# Jesús Solana
Jesús Ángel Solana Bermejo (* 25. Dezember 1964 in Arnedo) ist ein ehemaliger spanischer Fußballspieler.

## Karriere

### Verein
Solana spielte in der Jugend für Real Madrid und galt als großes Talent. Ab 1983 lief er für Castilla CF, die Zweitmannschaft des Vereins, auf. Am 31. Spieltag der Saison 1985/86 gab er unter Trainer Luis Molowny sein Debüt in der Primera División. Bis zum Ende der Spielzeit bestritt er insgesamt vier Ligaspiele und gewann mit den Königlichen die spanische Meisterschaft. Darüber hinaus stand er am Saisonende in beiden Finalspielen des UEFA-Pokals 1985/86 gegen den 1. FC Köln in der Startaufstellung und feierte mit Madrid die Titelverteidigung des Europapokals. In der Saison 1986/87 entwickelte sich Solana mit 34 Ligaeinsätzen schließlich zum Stammspieler. Er gewann mit Real Madrid zwischen 1986 und 1990 fünfmal in Folge die Meisterschaft, zwischen 1988 und 1990 dreimal in Folge die Supercopa de España und im Jahr 1989 den spanischen Pokal. Aufgrund von Verletzungen und der Konkurrenz durch Julio Llorente sowie Esteban war er auf seiner Position jedoch nie unumstritten und kam nur in der Saison 1990/91 nochmals auf mehr als 25 Ligaspiele.
1991 verließ Solana die spanische Hauptstadt und verstärkte Real Saragossa. Im Jahr 1993 zog er mit dem Klub aus Aragonien unter Trainer Víctor Fernández erstmals ins Pokalfinale ein, verlor dieses jedoch gegen seinen Ex-Klub Real Madrid. Als 1994 erneut der Finaleinzug gelang, gewann Saragossa im Elfmeterschießen gegen Celta Vigo die Copa del Rey und qualifizierte sich dadurch für den Europapokal der Pokalsieger 1994/95. Dort zog Solana mit seinem Team nach Siegen gegen Hochkaräter wie Feyenoord Rotterdam oder den FC Chelsea in das denkwürdige Finale gegen den FC Arsenal ein, das Saragossa durch ein Tor von Nayim aus 40 Metern Entfernung nach Verlängerung mit 2:1 gewann. Damit triumphierte der Verein erstmals seit dem Erfolg im Messestädte-Pokal 1963/64 wieder in einem internationalen Wettbewerb. Bis zu seinem Karriereende im Jahr 2000 bestritt Solana für die Aragonier in neun Jahren über 300 Pflichtspiele.

### Nationalmannschaft
Solana durchlief die Jugendnationalmannschaften seines Landes und gewann mit der U21-Auswahl die Europameisterschaft 1986. Sein einziges Länderspiel für die A-Nationalmannschaft bestritt Solana am 16. November 1988 unter Nationaltrainer Luis Suárez, als dieser ihn in der 84. Minute des WM-Qualifikationsspiels gegen Irland einwechselte.

## Erfolge
- Spanischer Meister: 1986, 1987, 1988, 1989, 1990
- Spanischer Pokalsieger: 1989, 1994
- Spanischer Supercupsieger: 1988, 1989, 1990
- UEFA-Pokal: 1986
- Europapokal der Pokalsieger: 1995
- U-21-Europameister: 1986